# 艾库贝尔大屠杀
艾库贝尔大屠杀（Al-Kubeir massacre）是2012年6月6日，发生于叙利亚哈马省艾库贝尔（哈马附近的一个村庄）的一场杀戮事件。活动家表示包括儿童和妇女在内的许多平民被效忠当局的武装分子和安全部队所杀。而叙政府则说有9人被“恐怖分子”打死。

## 事件
活动家报道，这个村庄起初遭到了部队的炮轰，后来沙比哈进来实施近距离的射杀和杀戮。
最早的报道是说有包括儿童在内的至少78人遇害。叙利亚全国委员会发言人Mohammed Sermini说“有100人死于Al-Kubeir村，其中包括20个妇女和20个儿童”。叙人权观察估计死亡人数为87人。联合国秘书长潘基文描述称，一些遇难者是被烧死的，一些人是被刀砍杀的。
叙国家电视台否认是政府军做的，“一些媒体所报道的在Al-Kubeir所发生的事是完全不真实的”。而这个电视台之前曾报道，安全部队已经针对该村的一些“武装恐怖分子”进行了围攻。
联合国维和行动监督团不能证实这些报道，监督团负责人表示希望能尽快前往该地区进行调查。之后他表示叙政府阻止他们前往该村庄。潘基文在联合国大会上表示，尝试进入该村的监督员受到了政府军士兵使用轻武器的射击。

## 国际反应

### 国际组织
- 联合国 - 联合国秘书长潘基文谴责这个事件“令人震惊和厌恶”，“是无法用言语表达的暴行”[6]。他表示叙当局已经“失去了最基本的人性”，不再具备任何执政的合法性[4]。

### 外国政府
- 俄羅斯 - 俄罗斯杜马外交关系委员会负责人Alexei Pushkov在国家杜马接受彭博電視电话采访时表示“没有任何证据显示是效忠政府的武装还是反对派武装幹的”[9]。

- 土耳其 – 土耳其总理埃尔多安强调土耳其面对叙利亚的屠杀事件从不袖手旁观，阿萨德正在为自己的结局埋下种子，他早晚会离开叙利亚。埃尔多安也表示“大家已都知道哪些国家正在帮助他”[10]。

- 英国 - 英国首相戴维·卡梅伦称杀戮是“野蛮和令人厌恶的”，他表示英国政府将继续寻求国际社会向叙当局采取行动[1]。

- 美国 - 美国国务卿希拉里·克林顿描述这个事件是“昧着良心的过分行为”[6]。

- - 澳大利亚总理茱莉雅·吉拉德谴责屠杀事件，她说“我们将继续与国际社会一道努力向叙利亚施压以结束暴力”[11]。

- 義大利 - 意大利警告说阿萨德政府的危险举动如果得不到阻止，那么可能会造成“种族灭绝”[12]。

- 中华人民共和国 - 中国外交部发言人刘为民说中国政府“强烈谴责针对无辜平民的杀戮事件，并希望严惩犯罪者”[13]。

## 相关
- 哈马大屠杀
- 特列伊穆斯大屠杀